# Хільперік II (король франків)
Хільперік II (Chilperic II; бл. 670 — 13 лютого 721) — король Нейстрії у 715—718 роках, король усіх франків у 720—721 роках.

## Життєпис

### Молоді роки
Походив з династії Меровінгів. Втім «Книга історії франків» недвозначно натякає, що Хільперік був не Меровінгом, а самозванцем. Проте все ж напевне був сином короля Хільдеріка II та Білхільди. Втім після смерті батька у 675 році замалоду відправлений до монастиря, де прийняв ім'я Даніель.
У 715 році після смерті Дагоберта III, короля Нейстрії, майордом Рагенфред вивів молодого принца з монастиря, посадив на престол Нейстрії. Фактична правителька Австразії Плектруда також визнала Хільперіка II королем.

### Королювання
У 716 році війська на чолі із Рагенфредом завдали поразки військам Плектруди та малолітнього майордома Теодоальда. Потім було укладено союз з Радбодом, королем Фризії, проти Карла Мартелла, який посилився на противагу Плектруди, що стала союзницею Нейстрії. Але 21 березня 717 року завдав поразки у битві під Вінчи (біля Камбре) нейстрійському війську. Скориставшись цим Мартелл посадив на трон Австразії Хлотаря IV.
Втім Хільперік II знову почав готуватися до боротьби з Карлом Мартеллом. Для цього укладено союз з Одо, герцогом Аквітанії, але Карл Мартелл 718 року переміг спільні війська Хільперіка та Одо у битві при Суассоні. Хільперік II разом з герцогом Одо втік до Аквітанії. Король втратив владу над Нейстрією.
Проте у 720 році помер Хлотар IV. Карл Мартелл відправив до Одо Аквітанського посольство і уклав з ним союз. Той повернув Мартеллу Хільперіка II, якого оголошено королем усіх франків, але реальної влади не мав, оскільки всіма державними справами керував майордом Карл Мартелл. У 721 році король раптово помер.

## Родина
- Хільдерік III, король у 743—751 роках